# Přírodní park Podkomorské lesy
Přírodní park Podkomorské lesy je přírodní park na ploše 33,33 km² vyhlášený 1. listopadu 1989 v okresech Brno-venkov a Brno-město. Navazuje na západní okraj Brna.

## Geografie
Park leží západně od Brna v severní části Bobravské vrchoviny-zde navazuje na zástavbu brněnských městských částí Žebětín, Bystrc a Kníničky. Na jihu tvoří hranici parku silnice Žebětín-Ostrovačice. Západní hranici parku tvoří Boskovická brázda v úseku Ostrovačice, Veverské Knínice a Hvozdec. Park se nachází částečně i v Boskovické brázdě v pásu podél města Veverská Bítýška a obce Chudčice. Další obce v těsném sousedství parku jsou Moravské Knínice na severu, Jinačovice a Rozdrojovice na východě.
Park je prameništěm mnoha většinou bezejmenných potoků a potůčků, v povodí Svratky. Průměrná nadmořská výška je přibližně 450 m, přičemž nejvyšší body se nacházejí v jeho jižní části nedaleko obce Ostrovačice. Nejvyšší Kopeček dosahuje výšky 479 m n. m. Na jeho vrcholku se nachází stará dřevěná rozhledna ve špatném technickém stavu. Vzhledem k převýšení porostem neposkytuje výhled. Pod vrcholem jihozápadním směrem pramení Veverka ze Zárubovy studánky. Dále severněji se nachází Lipový vrch (478 m), na kterém stojí vysílač mobilních telefonů viditelný ze širokého okolí. Pod Lipovým vrchem jižně se nachází Helenčina studánka – pramen potoka Vrbovec. Severněji z Ríšovy studánky pramení potok Rakovec.
Severně od Brněnské přehrady, se nachází kopce Trnůvka (441 m n. m.; u Rozdrojovic) a Kuňky (422 m n. m.; u Chudčic).

## Geologická stavba
Především převažují starohorní granodiority Bobravské vrchoviny. Severozápadní část parku náleží do Boskovické brázdy. Podloží zde tvoří prvohorní vápenec, droba a slepence až brekcie.

## Chráněná území
Na území parku se nachází také přírodní rezervace Břenčák, Jelení žlíbek a Krnovec a přírodní památky Junácká louka, Kůlny a Na Skalách. Dvě nesouvisející části parku tvoří Evropsky významnou lokalitu číslo CZ0623344 Nad Brněnskou přehradou.

## Přírodní poměry
Území parku leží výškově ve třech stupních druhového zastoupení přirozených lesních lesních porostů.
Převážnou část území parku tvoří dubohabrové lesy s přirozeným podrostem, které pokrývají většinu území. Nejnižší polohy pokrývá v údolích stupeň javoru jilmu a jasanu, nejvyšší polohy buko-jedlový stupeň. Smrkové porosty byly významnou součástí porostů přírodního parku, ale pěstovány mimo svůj vegetační stupeň, značně trpí patogeny a jejich podíl se snížil ve 20. letech 21. století. 

### Mykofond
Z rozmanitých lesních porostů vyplývá i rozmanité druhové rozložení hub, které zde rostou. Pravidelně se zde vyskytují hřiby: hřib dubový, hřib smrkový, hřib plstnatý, hřib žlutomasý, hřib žlučník, kozák habrový, Z holubinek: nazelenalá, trávozelená, mandlová, zlatá. Z dřevokazných ucho Jidášovo, korálovec, hlíva ústřičná, václavka. Z dalších druhů to jsou: liška obecná, kuřátko květákové, kotrč kadeřavý, bedla vysoká, čirůvka fialová, strmělka mlženka, lysohlávka česká.

### Flóra
Na území parku rostou běžné druhy lesních dřevin. Převažují dub zimní a habr obecný, místy se vyskytuje borovice lesní, ve vyšších polohách a žlebech buk lesní, v údolích olše lepkavá, javor babyka, javor klen i javor mléč, v produkční výsadbě je zastoupen především smrk ztepilý a modřín opadavý, z keřů: líska obecná, černý bez, bez červený, dřín obecný, srstka angrešt, růže šípková, ostružiník maliník, slivoň trnka, lýkovec jedovatý a bylin: zvláště zajímavé jsou trvalky: konvalinka vonná, křivatec luční, pstroček dvoulistý, kokořík lékařský, kokořík mnohokvětý, ocún jesenní, vraní oko čtyřlisté, bělozářka větevnatá, brambořík nachový, lilie zlatohlavá, podbílek šupinatý, hlístník hnízdák, hnilák smrkový, kruštík modrofialový, kruštík širolistý a další. Z dalších bylin to jsou: devětsil bílý, jaterník trojlaločný, blatouch bahenní, prvosenka jarní, divizna velkokvětá, náprstník velkokvětý, oměj vlčí mor, kostival lékařský, třezalka tečkovaná, plicník lékařský, sasanka lesní i sasanka pryskyřníkovitá.

### Fauna
Na území parku žijí běžné lesní druhy savců: veverka obecná, srnec obecný, zajíc, muflon, kuna lesní, liška obecná, jezevec, hraboš lesní a ptáků: káně, krkavec, sojka. plazů a obojživelníků:slepýš, ještěrka obecná i ještěrka živorodá, skokan hnědý, ropucha obecná i ropucha zelená. Mnohem rozmanitějsí zastoupení je u bezobratlých. Mnohotvárné porosty vytvářejí životní prostor pro motýly: batolec duhový, babočka kopřivová, babočka paví oko, babočka bodláková, různí perleťovci a brouky například roháč obecný, hrobařík obecný, světluška větší a mnoho dalších.

## Památky
V přírodním parku se nachází hrad Veveří – dřívější královský hrad a centrum někdejšího Veverského panství.
Z Chudčic vychází křížová cesta, tvořena čtrnácti kapličkami, která přírodním parkem prochází. Cesta vede k poutnímu místu U tří křížů. Na tomto místě stával kostel svatého Kříže ze 13. století. Po josefínských reformách byl v roce 1784 zrušen. V místě kde kostelík stával, byly postaveny kříže dřevěné, později z kamenné. Nedaleko křížové cesty je kaple panny Marie Pomocnice, postavená nad "zázračným" pramenem pitné vody.

## Turistika
Park rozděluje řeka Svratka na dvě nestejné části severní část je tvořena z větší části oplocenou Kuřimskou mufloní oborou. Jižní část je dostupnější a turisty vyhledávanější. Nachází se zde hrad Veveří a areál Pohádky máje.
Přes park prochází několik turistických a cyklistických a lyžařských stezek.